# سیگور یوهانسن
سیگور یوهانسن (نروژی: Sigurd Johannessen; ۹ ژانویهٔ ۱۸۸۴ – ۷ فوریهٔ ۱۹۷۴) ژیمناست هنری اهل نروژ بود.